# ناشر (ثعبان)
النَّاشِر أو الصِّلّ أو حية الناشر أو ثعبان الناشر (سميت بالناشر لانتفاخ عنقها إذا غضبت) أو البزَّاقة أو الدودومس أو الناغران أو البخَّاخ  أو الكوبرا ثعبان من مجموعة الثعابين السامة. وثعبان الناشر نشيطة جدًا، وإذا استثيرت حركت ضلوع رقبتها فتبدو مسطحة. وهذه الحركة تجعلها تبدو وكأن لرأسها غطاء. وفي معظم الثعابين تبدو ضلوع الرقبة أقصر من ضلوع الظهر البعيدة، لكن الناشر يبدو ضلوع رقبتها أكثر طولاً. وهذه الضلوع مستقيمة الشكل تقريباً، وليست منحنية كضلوع الجسم.
وللناشر طريقتان في استخدام سمها القاتل. البعض منها ينهش ضحاياه بأنيابه السامة الموجودة في مقدمة الفك العلوي. وبعضها الآخر يقوم بنفث السم في عين ضحيته. في هذه الأنواع تتخذ الأنياب شكلاً يتيح لها نفث السم للأمام عندما يعود الناشر برأسه للوراء. ويتم نفث السم بهذه الطريقة الفعالة عند نوعين من الناشرات الإفريقية، ونوع آخر في شرق الهند. ولا يصيب السم المنفوث الإنسان بالأذى إلا في حالة دخوله العينين. إذ يسبب تهيجًا شديدًا، وقد يؤدي إلى فقد الإبصار، ما لم تُغسل العينان فورا. وقد يُسبِّب النهش موت الإنسان خلال ساعات قليلة.
يبلغ طول الناشر الهندي المكتمل النمو نحو مترين، وقطره نحو 15سم. ويتدرج لونه من المائل للاصفرار إلى البني القاتم. وفي مؤخرة غطاء رأسه علامة تشبه النظارة، لذلك يسمى أحياناً الناشر ذي النظارة.
تأكل معظم ثعابين الناشر أنواعًا كثيرة من الحيوانات مثل الضفادع والأسماك والطيور وأنواعًا عدة من الثدييات الصغيرة. يعد حيوان النمس الصغير عدوًا خطيرًا للناشر. فهو سريع جداً، يهاجم الثعبان ويقتلها عادة.
تعيش ثعابين الناشر في إفريقيا، وجنوب آسيا، وجزر الهند الشرقية بما فيها جزر الفلبين. يُعتبر ثعبان ملك الناشرات الذي تعيش في جنوب شرقي آسيا، أكبر أنواع الناشر، كما أنها أطول الثعابين السامة المعروفة في العالم، إذ يبلغ طولها 5,5 م ولها غطاء رأس ضيق. ومعظم ملوك الناشرات تجفل من الناس، ولا تهاجمهم إلا عند مباغتتها، وهي تحرس بيضها.
وهذا النوع من الحيوانات التي تتعامل مع فريستها بحزازيه وحذر لاستقائه إلى منطقتها ثم تقوم بالهجوم عليه لتفرغ فيه سمها ويعد سمها من أنواع السموم القاتله التي تكفي لقتل الشخص في وقت قصير والثعابين بكامل أنواعها لا تسمع ولكنها تتعامل بغريزة الشم والبحث والتحسس.